# سیارک ۱۱۹۶۳
سیارک ۱۱۹۶۳ (به انگلیسی: 11963 Ignace، نامگذاری:1994PO16) یازده هزار و نهصد و شصت و سومین سیارک کشف شده‌است که در ۱۰ اوت ۱۹۹۴ کشف شد.
قدر مطلق سیارک برابر ۲۱.۴ است.